# Benedict Hollerbach
Benedict Hollerbach (Starnberg, 17 de mayo de 2001) es un futbolista alemán que juega en la demarcación de delantero en el 1. FSV Mainz 05 de la Bundesliga.

## Biografía
Tras formarse como futbolista en las categorías inferiores del FC Bayern Munich y VfB Stuttgart, se marchó al SV Wehen Wiesbaden de la 3. Liga. Tras jugar 96 partidos de liga y anotar 18 goles en el campeonato nacional, además de varias participaciones y goles en la Copa de Alemania, se fue traspasado al 1. FC Union Berlin. Finalmente el 3 de septiembre de 2023 debutó con el primer equipo en la Bundesliga contra el RB Leipzig en un encuentro que finalizó con un resultado de 0-3 a favor del conjunto lipsiense. En dos temporadas jugó 65 partidos en la categoría, en los que marcó catorce tantos, y en junio de 2025 fichó por el 1. FSV Mainz 05.

## Clubes
Actualizado al último partido disputado el 17 de mayo de 2025.
| Club               | País     | Año       | Partidos | Goles |
| ------------------ | -------- | --------- | -------- | ----- |
| SV Wehen Wiesbaden | Alemania | 2020-2023 | 99       | 21    |
| 1. FC Union Berlin | Alemania | 2023-2025 | 65       | 14    |
| 1. FSV Mainz 05    | Alemania | 2025-     |          |       |